# Intérieurs avec figures
Intérieurs avec figures est une série de six tableaux exécutés par le peintre suisse Félix Vallotton en 1898-1899. Ils représentent des scènes d'intérieur agrémentées de deux figures formant un couple. Intervenant juste après, dans l'œuvre de l'artiste, la réalisation de dix gravures sur bois sur le même thème constituant la série dite des Intimités, ces peintures sont, par ordre alphabétique, Le Baiser, La Chambre rouge, Cinq Heures, Colloque sentimental, Intérieur, fauteuil rouge et figures et La Visite. Ces scènes de genre sont exposées dès 1899 à la galerie Durand-Ruel, à Paris. Elles sont conservées par des musées suisses ou dans des collections privées.

## Galerie

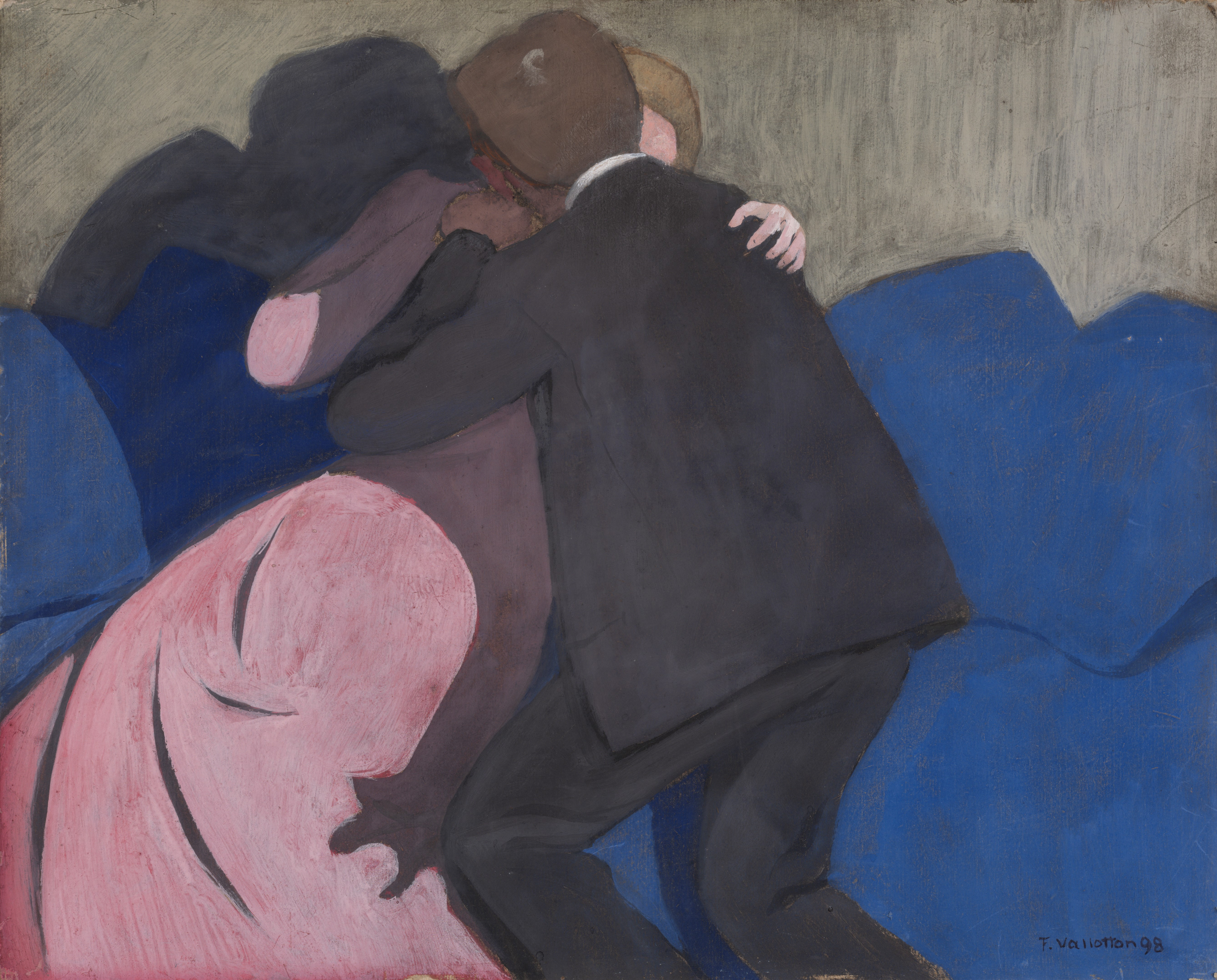
Le Baiser – Collection privée.
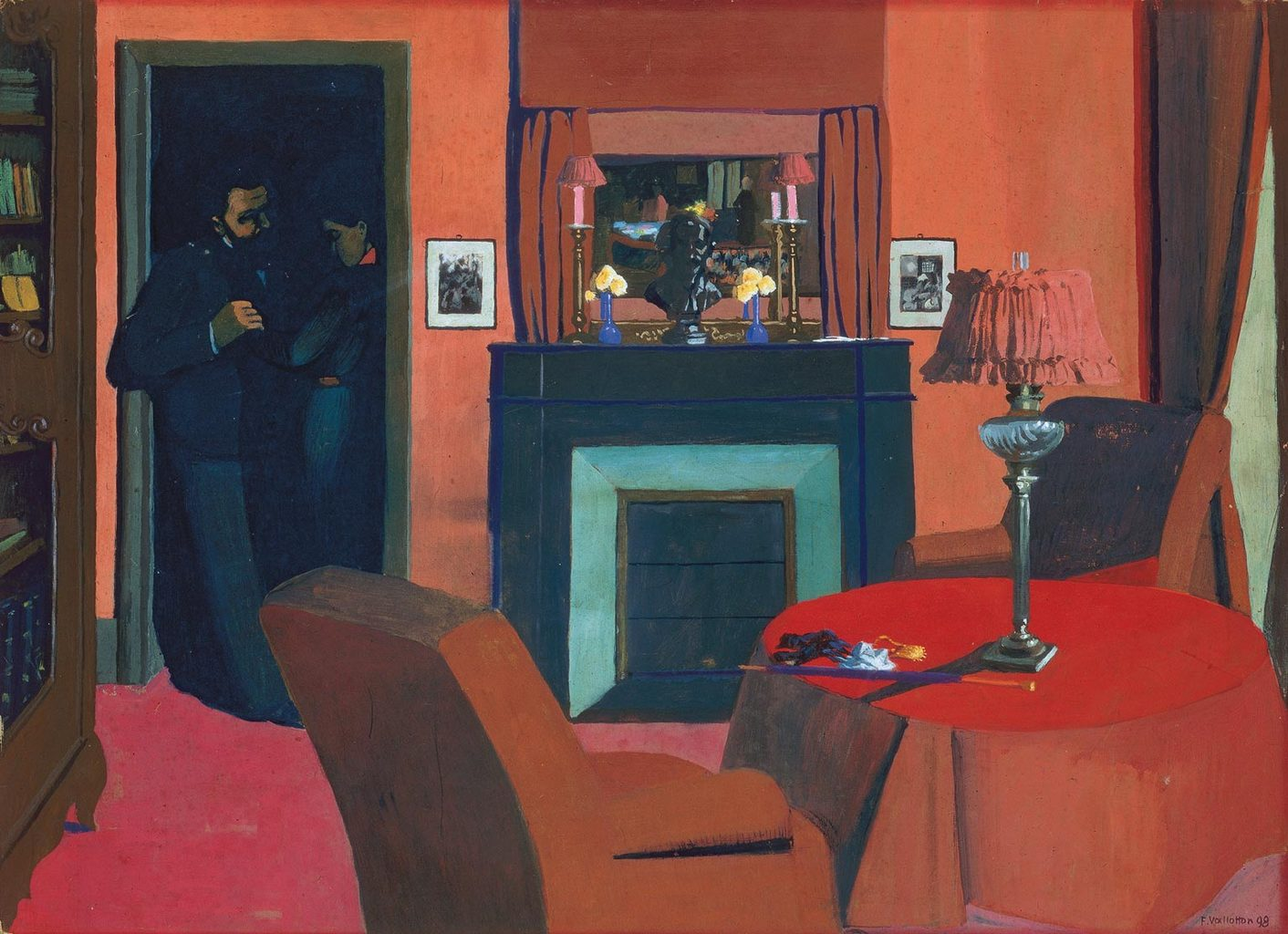
La Chambre rouge – Musée cantonal des beaux-arts de Lausanne, Lausanne.
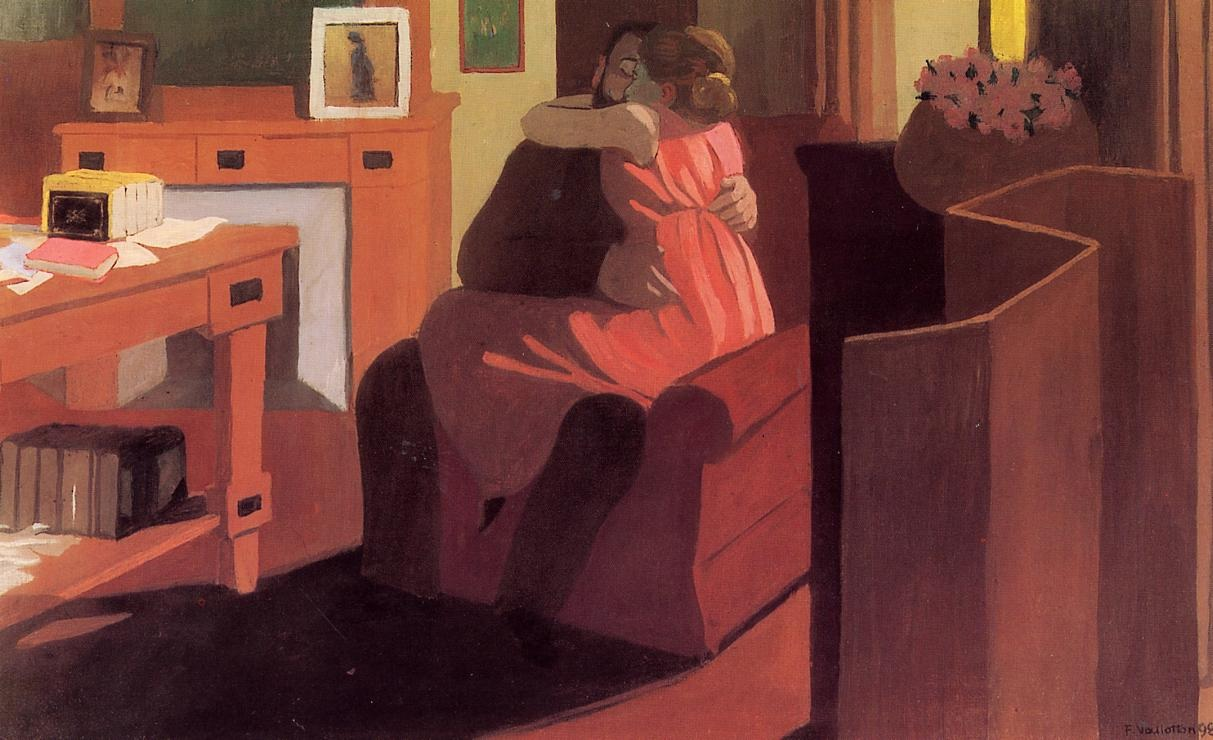
Cinq Heures – Collection privée.
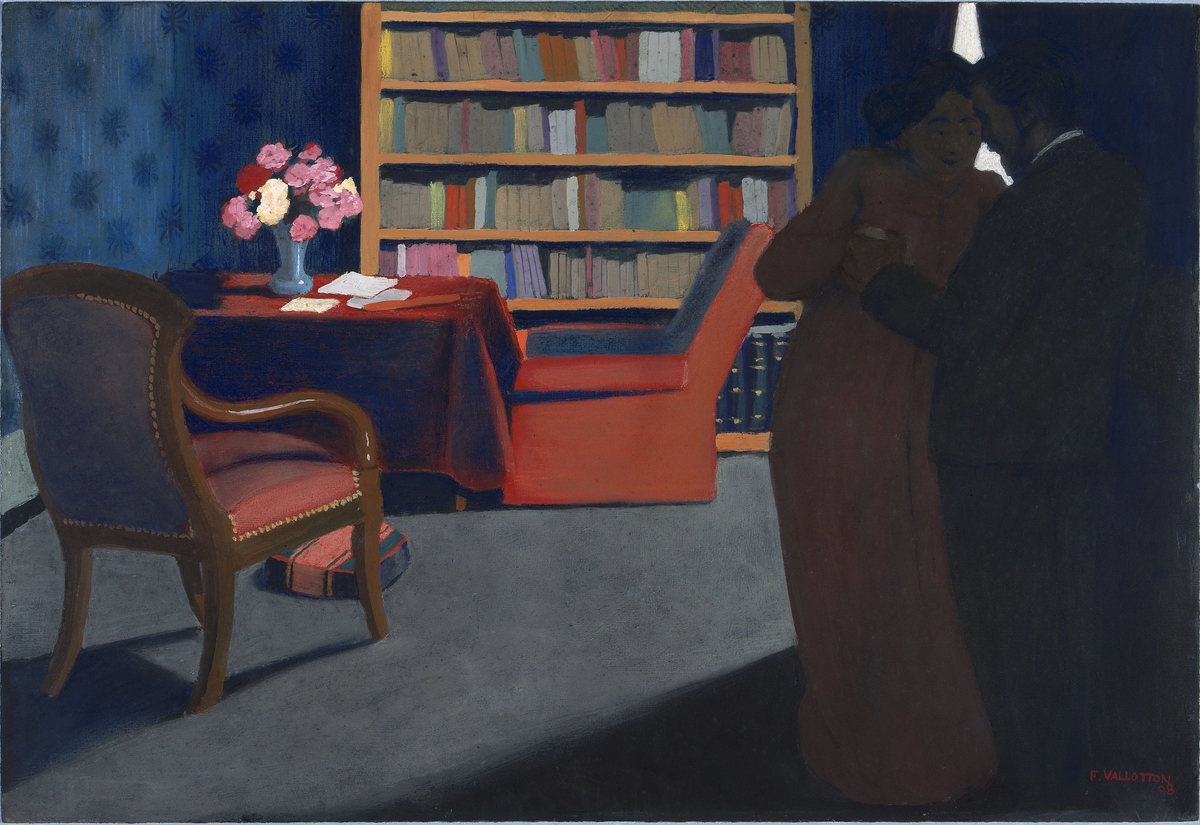
Colloque sentimental – Musée d'Art et d'Histoire de Genève, Genève.
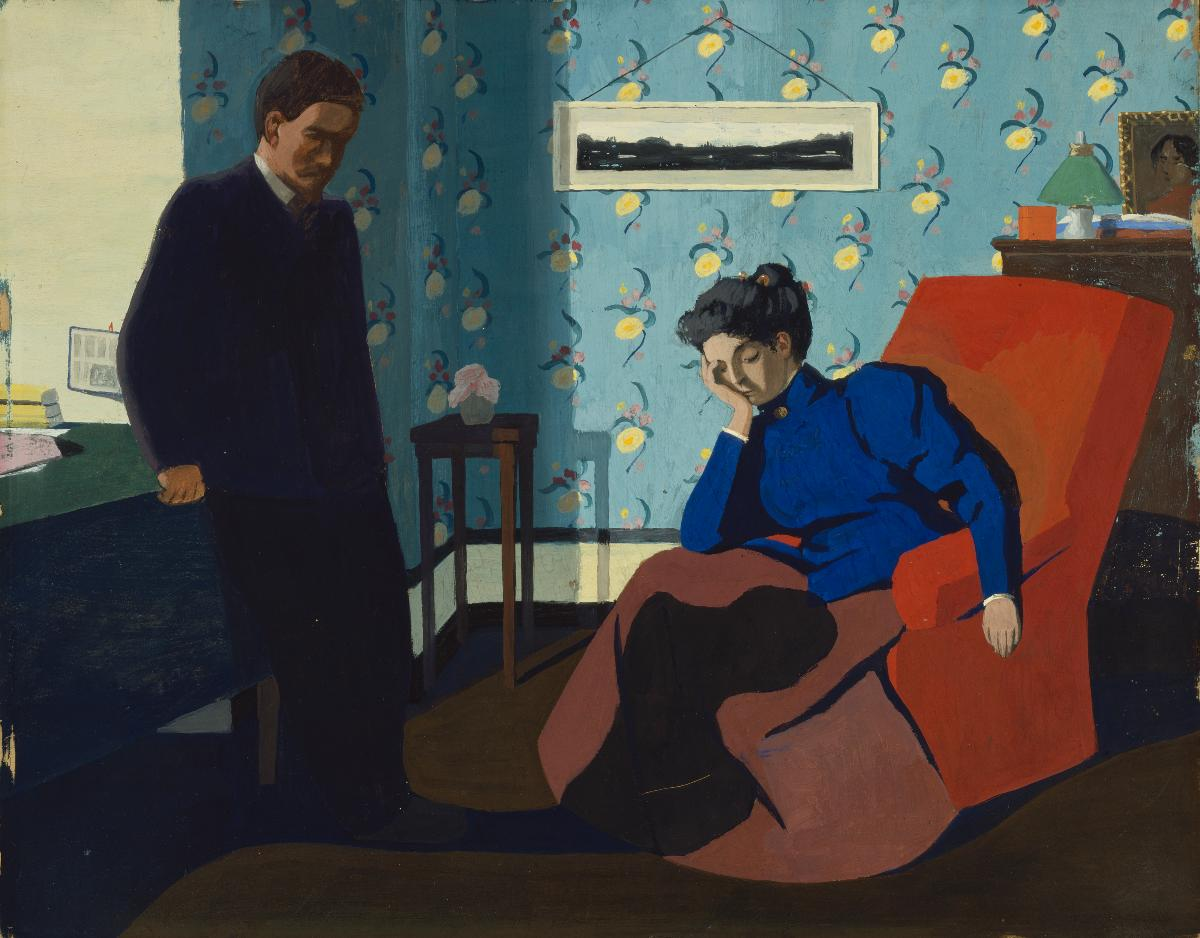
Intérieur, fauteuil rouge et figures – Kunsthaus de Zurich, Zurich.
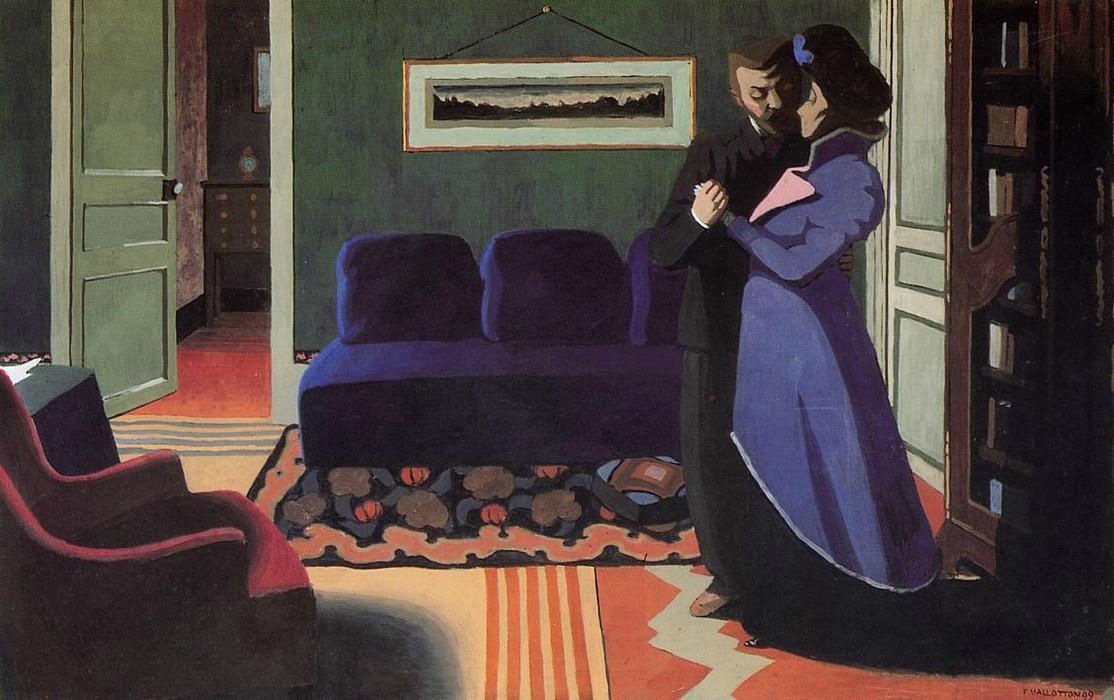
La Visite – Kunsthaus de Zurich, Zurich.